# Myodes regulus
Myodes regulus е вид бозайник от семейство Хомякови (Cricetidae).

## Разпространение
Видът е разпространен в Северна Корея и Южна Корея.